# ستيفن الثالث ملك المجر
إستفان/إسطفان الثالث (المجرية: István؛ الكرواتية: Stjepan؛ السلوفاكية: Štefan؛ صيف أو 1147 - 4 مارس 1172)؛ كان ملك المجر وكرواتيا بين 1162 و1172، توج ملكًا في أوائل يونيو 1162 بعد وقت قصير من وفاة والده غيزا الثاني، ومع ذلك نافس أعمامه لازلو وإسطفان حكمه بعد ستة أسابيع فقط من تتويجه، بحيث كانوا مستقرين في بلاط الإمبراطورية البيزنطية وذلك بعد تمرد إسطفان على والده غيزا من قبل، شن الإمبراطور البيزنطي مانويل الأول كومنينوس حملة استكشافية ضد المجر، مما أجبر اللوردات المجريين على قبول حكم لازلو الثاني كحل وسط، في حين لجأ إسطفان إلى النمسا، ولكنه عاد واستولى على بريسبورغ (الآن براتيسلافا في سلوفاكيا)؛ ولكن عمه لازلو توفي في 14 يناير 1163 وخلفه عمه الآخر إسطفان الرابع، إلا أن حكمه لم يكن يحظى بشعبية بسبب أنه كان دمية للبيزنطيين، استطاع إسطفان الشاب هزيمة وأسر عمه في 19 يونيو 1163 وبعدها تم طرده من المجر واستقر عند البيزنطيين.
حاول إسطفان الرابع استعادة عرشه بدعم من الإمبراطور مانويل الأول، ولكن الأخير فتح مفاوضات مع إسطفان الثالث بعد يقينه أنه من المستحيل حكم أراضي المجريين؛ ووافق إسطفان على إرسال شقيقه الأصغر بيلا إلى القسطنطينية والسماح للبيزنطيين بالاستيلاء على دوقيته الوراثية والتي تضمنت كرواتيا ودالماسيا وسيرميوم، لاحقاً حاول إسطفان لاستعادة هذه الأراضي بعد أن شن حرباً ضد الإمبراطورية البيزنطية بين 1164 و1167، لكنه لم يفلح بهزيمتهم، وفي النهاية تم عقد الصلح واستقر الأمر على ما هو عليه.
ينسب المؤرخون إليه إنشاء "قوانين سيكشفهيرفار" بحيث يعتبر أول مثال على الامتيازات الواسعة الممنوحة لمدينة في مملكة المجر، وأيضا أبرم اتفاقًا مع الكرسي الرسولي عام 1169 متخليًا عن حقه في تعيين الأساقفة وذلك لصالح الكنيسة، وأيضا في عهده استقر فرسان الهيكل في المملكة، ومنح امتيازات خاصة للمستوطنين الوالونيين في سيكسفهيرفار بما في ذلك إعفائهم من الرسوم الجمركية في جميع أنحاء المملكة.
في أواخر 1166 تزوج إسطفان الثالث من أغنيس ابنة حليفه هاينريش الثاني دوق النمسا في حين تعتبر والدتها ابنة شقيق الإمبراطور مانويل الأول، وذلك بعد فسخ خطوبته من إحدى بنات ياروسلاف أوسموميسل، على آية حال أنجبت أغنيس له ابنا اسمه بيلا ولد وتوفي 1167، توفي إسطفان الثالث في 1172 تاركاً خلفه زوجته حاملاً ولكن مصير ابنه أصبح مجهولاً، بعد وفاته حاولت والدته يوفروسين من كييف تنصيب ابنها الثالث غيزا ولكن بيلا ابنها الثاني والذي كان مستقراً في الإمبراطورية البيزنطية مسبقاً تمكن من الرجوع إلى المجر وتوج نفسه ملكاً.